# Джино Коррадо
Джино Коррадо (англ. Gino Corrado; 9 лютого 1893 — 23 грудня 1982) — італійський кіноактор. Знявся з 1916 по 1954 рік в 355 фільмах, майже завжди в невеликих ролях.

## біографія
Народився у Флоренції, Італія. Фільмографія актора надзвичайно велика. Він єдиний з акторів, який знявся в трьох найзначніших фільмах Золотого століття Голлівуду: «Звіяні вітром», «Громадянин Кейн» і «Касабланка». Також він знявся в ролі італійського лейтенанта у фільмі кінокомпанії 20th Century Fox «Четники» (1943) про війну на Балканах.
Коррадо помер в Лос-Анджелесі, штат Каліфорнія в грудні 1982 року в віці 89 років. Його могила знаходиться на кладовищі «Valhalla Memorial Park Cemetery». На надгробку вміщено зображення актора з фільму «Micro-Phonies» з написом, «Назавжди на екрані, назавжди в наших серцях».

## Вибрана фільмографія
- 1916 — Нетерпимість
- 1917 — Заборонений шлях / Forbidden Paths
- 1922 — За скелями
- 1922 — Моя американська дружина
- 1924 — Роза з Парижа / The Rose of Paris
- 1927 — Схід: Пісня двох людей
- 1929 — Залізна маска
- 1931 — Це — моя лінія
- 1935 — Райський каньйон
- 1936 — Орегонська стежка (втрачений фільм)
- 1954 — Три монети у фонтані